# VI Concurs de castells de Tarragona
El VI Concurs de castells de Tarragona tingué lloc el 27 de setembre del 1970 a la plaça de braus de Tarragona, actual Tarraco Arena Plaça. Fou el divuitè concurs de castells de la història i el primer dels divuit concursos de castells de Tarragona celebrats ininterrompudament cada dos anys fins a l'actualitat. Anteriorment hi havia hagut concursos a Tarragona en dues etapes diferents, el 1932 i el 1933 per una banda i el 1952, 1954 i 1956 per l'altra.
Hi van participar les sis colles existents en aquell moment: Nens del Vendrell (1926), Colla Vella dels Xiquets de Valls (1947), Castellers de Vilafranca (1948), Minyons de l'Arboç (1958), Castellers de Barcelona (1969) i Xiquets de Tarragona (1970), que just s'acabaven d'estrenar el 23 de setembre d'aquell any. La victòria fou pels Nens del Vendrell, els quals van descarregar el primer 2 de 8 amb folre del segle xx.

## Resultats

### Classificació
| Resultat              |
| --------------------- |
| Descarregat (D)       |
| Carregat (C)          |
| Intent (I)            |
| Intent desmuntat (ID) |

En el VI Concurs de castells de Tarragona hi van participar 6 colles.
Llegenda
a: amb agulla o pilar al mig
ps: aixecat per sota
f: amb folre
| Pos. | Colla                             | 1a ronda | 2a ronda | 3a ronda | 4a ronda | Punts   |
| ---- | --------------------------------- | -------- | -------- | -------- | -------- | ------- |
| 1    | Nens del Vendrell                 | Pde6     | Pde7f(c) | 2de8f    | —        | 3.987,5 |
| 2    | Colla Vella dels Xiquets de Valls | 2de8f(c) | Pde7f(c) | Pde6(c)  | 4de8a(i) | 3.792,5 |
| 3    | Castellers de Vilafranca          | 4de8(i)  | 4de8     | 2de7     | 5de7     | 2.216   |
| 4    | Xiquets de Tarragona              | 4de7a    | 3de7     | 2de7(i)  | 3de7ps   | 1.586   |
| 5    | Minyons de l'Arboç                | 4de7     | 3de7     | 4de7a    | —        | 1.200   |
| 6    | Castellers de Barcelona           | 2de6     | Pde5     | 4de7(i)  | —        | 400     |

### Estadística
La següent taula mostra l'estadística dels castells que es van provar al concurs de castells.
| Castell                 | Descarregat | Carregat | Intent | Intent desmuntat | Total |
| ----------------------- | ----------- | -------- | ------ | ---------------- | ----- |
| 4 de 8 amb l'agulla     | —           | —        | 1      | —                | 1     |
| Pilar de 7 amb folre    | —           | 2        | —      | —                | 2     |
| 2 de 8 amb folre        | 1           | 1        | —      | —                | 2     |
| Pilar de 6              | 1           | 1        | —      | —                | 2     |
| 4 de 8                  | 1           | —        | 1      | —                | 2     |
| 2 de 7                  | 1           | —        | 1      | —                | 2     |
| 3 de 7 aixecat per sota | 1           | —        | —      | —                | 1     |
| 5 de 7                  | 1           | —        | —      | —                | 1     |
| 4 de 7 amb l'agulla     | 2           | —        | —      | —                | 2     |
| 3 de 7                  | 2           | —        | —      | —                | 2     |
| 4 de 7                  | 1           | —        | 1      | —                | 2     |
| Pilar de 5              | 1           | —        | —      | —                | 1     |
| 2 de 6                  | 1           | —        | —      | —                | 1     |
| Total                   | 13          | 4        | 4      | 0                | 21    |
| Percentatge             | 61,9%       | 19%      | 19%    | 0%               | 100%  |

## Taula de puntuacions
| Castell                             | Punts |
| ----------------------------------- | ----- |
| Pilar de cinc                       | 200   |
| Dos o torre de sis                  | 200   |
| Quatre de set                       | 300   |
| Tres de set                         | 400   |
| Quatre de set amb l'agulla o pilar  | 500   |
| Cinc de set                         | 600   |
| Tres de set aixecat per sota        | 700   |
| Dos o torre de set                  | 800   |
| Quatre de vuit                      | 900   |
| Tres de vuit                        | 1000  |
| Pilar de sis                        | 1100  |
| Cinc de vuit                        | 1200  |
| Dos o torre de vuit amb folre       | 1500  |
| Pilar de set amb folre              | 1500  |
| Quatre de vuit amb l'agulla o pilar | 1500  |